# Trans-Europa-Naturgas-Pipeline
Die Trans-Europa-Naturgas-Pipeline (TENP) ist ein in ihrer Grundausbaustufe in den Jahren 1972 bis 1974 gebautes Erdgas-Pipeline-System von der deutsch-niederländischen Grenze bei Aachen zur deutsch-schweizerischen Grenze bei Wallbach, wo sie Anschluss an die Transitgas-Pipeline durch die Schweiz nach Italien hat. Sie dient dem Transport großer Erdgasmengen aus den Niederlanden nach Italien und in die Schweiz. Außerdem trägt es zur innerdeutschen Versorgung mit Erdgas in den vom Leitungsverlauf berührten Bundesländern Nordrhein-Westfalen, Rheinland-Pfalz und Baden-Württemberg bei und ist die bedeutendste Nord-Süd-Achse des europäischen Erdgas-Verbundsystems.

## Verlauf und Infrastruktur
Das TENP-Ferngas-Transportsystem hat eine Länge von 500 Kilometern und verläuft von Aachen ausgehend durch Eifel, Hunsrück, Pfälzerwald und von Karlsruhe entlang des Rheingrabens nach Wallbach an der Schweizer Grenze. Seit 1978 wurde die TENP kontinuierlich entsprechend dem wachsenden Transportbedarf erweitert. Das Transportsystem besteht derzeit aus einer Rohrleitung mit Nennweiten von 950 beziehungsweise 900 mm (DN 950 bzw. DN 900) und einer parallel verlaufenden zweiten Rohrleitung mit Nennweiten von 1000 beziehungsweise 900 mm (DN 1000 bzw. DN 900), die in Teilstücken seit 1978 verlegt wurden. Die vollständige Parallelisierung wurde im Oktober 2006 abgeschlossen. Das TENP-Transportsystem verfügt über vier Verdichterstationen in Stolberg (Rhld.), Mittelbrunn (Landstuhl), Schwarzach (Rheinmünster) und Hügelheim (Freiburg im Breisgau).
In Stolberg ist das TENP-Transportsystem mit einer nach Zeebrugge (Belgien) und von dort nach Großbritannien führenden Leitung („Interconnector“) verbunden, in Mittelbrunn mit dem Transportsystem der MEGAL (Mittel-Europäische-Gasleitungsgesellschaft), über das russisches Erdgas von der deutsch-tschechischen Grenze bei Waidhaus in die Bundesrepublik und nach Frankreich transportiert wird.

### Bidirektionaler Fluss
Um zukünftig den Gastransport von Südeuropa nach Nordeuropa durch die TENP zu ermöglichen, wurde im Entwurf zum Netzentwicklungsplan Gas 2014 ein Projekt Reversierung TENP (Flussumkehr) aufgenommen.:16 Dazu sollen die vorhandenen Verdichterstationen in Hügelheim, Mittelbrunn und Stolberg reversiert werden, um den physikalischen Gasfluss auf der TENP in beiden Richtungen zu ermöglichen. Weiterhin wird eine De-odorierungsanlage ergänzt, die den Geruchstoff Tetrahydrothiophen aus dem Erdgas entfernt, das aus der Schweiz und Frankreich kommt. In Deutschland ist dieser Stoff im Ferngasnetz ungewöhnlich und wird erst bei der Gasverteilung zugesetzt. Hintergrund der Reversierung war ein zukünftig erwartetes Überangebot an Gas in Italien und ein zusätzlicher Importbedarf aufgrund der zurückgehenden L-Gas-Lieferungen aus den Niederlanden.
Der bidirektionale Gasfluss wurde nach dem Neubau der Verdichterstation in Stolberg (3 Verdichtereinheiten zu 5 MW, eine davon als Standby:17) zum 1. Oktober 2018 den Netznutzern zur Verfügung gestellt. Der reversible Leitungsbetrieb verbessert die Marktkopplung des italienischen Handelsplatzes PSV (Punto di Scambio Virtuale = Virtueller Handelspunkt) mit den nordwesteuropäischen Erdgasmärkten. Mit der kommerziellen Inbetriebnahme wurde neben der bestehenden Leitungskapazität in südlicher Richtung von 18,5 Mrd. Kubikmeter pro Jahr nun auch eine in nördlicher Richtung von 5,4 Gm3/a erschlossen.

## Beteiligte Firmen
Zu Beginn war das TENP-Transportsystem ein gemeinsames Projekt der Firma Ruhrgas AG (Vorgängerin der E.ON Gastransport und der Open Grid Europe) und des italienischen Ölkonzerns ENI.
Heute ist die Eigentümerin des Transportsystems die Trans Europa Naturgas Pipeline GmbH & Co. KG, Essen. Gesellschafter (Kommanditisten) der TENP GmbH & Co. KG sind Open Grid Europe und der belgische Netzbetreiber Fluxys. Fluxys erwarb den Anteil im September 2011 von dem italienischen Ölkonzern ENI.